# Tomás Reymão
Tomás Mascarenhas Lemos Reymão Nogueira (Lisboa, 14 de julio de 1998) es un futbolista portugués que juega como centrocampista en el Leixões S. C. de la Segunda División de Portugal.

## Trayectoria
Tomás pasó por las canteras del Sporting de Lisboa, Chelsea F. C., ACF Fiorentina, G. D. Estoril Praia, C. F. Os Belenenses y Wolverhampton Wanderers antes de unirse a la del Boavista F. C. en 2019. Logró jugar con el primer equipo el 8 de julio de 2020 en una derrota por 1-0 frente al C. S. Marítimo en la Primeira Liga.
El 23 de julio de 2022 se oficializó su incorporación al Albacete Balompié de España, llegando libre. Se marchó el siguiente 1 de febrero después de haber jugado únicamente un partido de Copa del Rey. Entonces estuvo sin equipo hasta que a mediados de octubre fichó por el Leixões S. C. con el que llevaba días entrenándose.

## Clubes
Actualizado al último partido disputado el 12 de noviembre de 2022.
| Club              | País     | Año       | Partidos | Goles |
| ----------------- | -------- | --------- | -------- | ----- |
| Boavista F. C.    | Portugal | 2020-2022 | 18       | 0     |
| Albacete Balompié | España   | 2022-2023 | 1        | 0     |
| Leixões S. C.     | Portugal | 2023-     |          |       |